# René Robert Cavelier, Sieur de La Salle
René Robert Cavelier, Sieur de La Salle, francoski trgovec in raziskovalec, * 22. november 1643, Rouen, Normandija, Francija, † 19. marec 1687, blizu današnjega mesta Huntsville, Teksas, ZDA.
Kot naseljenec v Novi Franciji (la Nouvelle-France) je leta 1682 plul navzdol po rekah Ohio in Misisipiju do Mehiškega zaliva. V čast Ludvika XIV. je poimenoval dolino največje severnoameriške reke Louisiane. Ob povratku v Francijo so ga imenovali za podkralja Severne Amerike.
Leta 1684 se je vrnil v Severno Ameriko in vodil odpravo za ustanovitev francoske kolonije v Mehiškem zalivu. To potovanje se je končalo nesrečno, saj so po pomoti pristali v Teksasu in nato tratili čas ter zaloge v neuspelih prizadevanjih, da bi se vrnili do Mississippija in našli njegovo delto. Na koncu so se zagrenjeni kolonisti, utrujeni zaradi pohodov in strogega reda, uprli in ubili svojega vodjo.